# Rhagio annulatus
Rhagio annulatus is een vliegensoort uit de familie van de snavelvliegen (Rhagionidae). De wetenschappelijke naam van de soort is voor het eerst geldig gepubliceerd in 1776 door De Geer.

## Voorkomen
De soort is inheems in Nederland.